# Novantinoe rufa
Novantinoe rufa är en skalbaggsart som först beskrevs av Jean François Villiers 1959.  Novantinoe rufa ingår i släktet Novantinoe och familjen långhorningar.
Artens utbredningsområde är Venezuela. Inga underarter finns listade i Catalogue of Life.